# Mszana (Dukla)
Mszana (lemkisch und ukrainisch Мшана) ist eine Ortschaft mit einem Schulzenamt der Gemeinde Dukla im Powiat Krośnieński der Woiwodschaft Karpatenvorland in Polen.

## Geographie
Der Ort liegt am Bach Mszanka in den Niederen Beskiden, nördlich des Duklapass, im sogenannten Lemkenland. Die Nachbarorte sind Tylawa im Südosten, Chyrowa im Norden, sowie Trzciana im Osten.

## Geschichte
Es ist möglich, dass es einen Burgwall vor der Gründung des Orts gab. 1366 wurde in einem in Wolodymyr ausgestellten Dokument Mszana und andere Orte in der Umgebung im Besitz von Janusz Suchywilk an seine Neffen, die Söhnen von Jakub Cztan aus Kobylany gespendet. Das Dorf mit einer schon bestehenden Kirche wurde drei Jahre später laut dem Privileg Kasimirs des Großen aus dem polnischen Recht ins Deutsche Recht von Nicolaus und Radoston aus der Stadt Biecz mit 50 fränkischen Hufen übertragen. Der Name wurde vom gleichnamigen Fluss (1369: fluvium dictum Mssana; polnisch mech – Moos) abgeleitet. Wahrscheinlich wurde das Dorf im 15. Jahrhundert von Walachen (1437 wurde ein Räuber aus Mszana mit walachischen Personennamen Fied erwähnt) besiedelt und möglicherweise erhielt es inzwischen Walachisches Recht, aber im Jahr 1506 wurde das Dorf mit dem Adjektiv wołoski im Namen wieder ins deutsche Recht vom Herr von Dukla übertragen. 1581 gab es 18 walachischen Bauernhöfe, sowie einen des Schulzes und eine des orthodoxen Priesters.
Politisch gehörte das Dorf zum Königreich Polen (ab 1569 in der Adelsrepublik Polen-Litauen), Woiwodschaft Krakau, Kreis Biecz. Bei der Ersten Teilung Polens kam Mszana 1772 zum neuen Königreich Galizien und Lodomerien des habsburgischen Kaiserreichs (ab 1804).
1880 hatte das Dorf 920 Einwohner, fast ausschließlich griechisch-katholische Ruthenen bzw. Lemken und es gehörte zu den reicheren Orte der Umgebung.
1918, nach dem Ende des Ersten Weltkriegs und dem Zusammenbruch der k.u.k. Monarchie, kam Mszana zu Polen.
Nach 1926 schloss sich die Mehrheit der Einwohner dem sogenannten Schisma von Tylawa an und änderte sein griechisch-katholisches auf orthodoxes Bekenntnis (siehe auch Russophile Bewegung in Galizien). Bis 1936 nur 18 aus 1235 Bewohner blieben bei der griechisch-katholischen Kirche.
Im Zweiten Weltkrieg gehörte der Ort zum Distrikt Krakau im Generalgouvernement. 1944 in der Schlacht beim Duklapass wurde das Dorf relativ von der Zerstörung bewahrt, jedoch in der sowjetischen Aktion der Umsiedlung wurde die neue separate orthodoxe Kirche abgetragen. Viele Ortsbewohner wurden in Sokolniki bei Lemberg an die Stelle der dortigen Polen angesiedelt, während in Mszana Polen aus dem fast völlig in der Schlacht beim Duklapas zerstörten Huta Polańska (ehemalige polnische Sprachinsel, 10 km im Westen) angesiedelt wurden. 1947 wurden der Rest der Lemken im Rahmen der Aktion Weichsel vertrieben.
Von 1975 bis 1998 gehörte Mszana zur Woiwodschaft Krosno.